# Língua baixo chinook
O Chinook baixo é um dialeto falado pelo povo Chinook da foz do rio Colúmbia.

## Sub-dialetos
- Clatsop (Tlatsop) era falado no noroeste de Oregon na foz do rio Colúmbia e nas planícies Clatsop.
- Jargão chinook
- Shoalwater ou Chinook próprio, extinto desde os anos 1930. Era falado no estado de Washington, nas proximidades de Willapa Bay.

## Escrita
A língua o alfabeto latino numa forma criada por missionários e que não apresenta as letras B, D, F, G, H, J. Q, R, V, Z, mas apresenta os grupos como Tl e Ts. 